# Вапняки Дніпропетровської області
На території Дніпропетровської області вапняки зустрічаються серед кам'яновугільних і неогенових відкладів.

## Загальний опис

### Вапняки як цементна сировина
Кристалічні вапняки кам'яновугільного віку світло-сірі, місцями сірувато-зелені, тверді, середньозернисті, доломітизовані, вскриті окремими свердловинами в Павлоградському районі на глибинах 50-200 м. В зв'язку з глибоким заляганням вапняки не експлуатуються, запаси їх не підраховані.
Неогенові вапняки широко розповсюджені в межах Причорноморської западини і південної окраїни Українського щита, який межує з Причорноморською впадиною (Апостолівський, Миколаївський, Широківський і Софіївський райони). Серед неогенових вапняків найбільш поширені середньосарматські, приурочені вони до долин річок Інгулець, Кам'янка, Базавлук, Томаківка, які протікають у південних районах області. Понтичні вапняки в більшості розмиті і збережені лише в долині р. Інгулець.
Середньосарматські вапняки сарматського ярусу мають пластове залягання з видержаною потужністю на значній площі, рідше, в місцях максимальної дії постсарматської денудації, зустрічається лінзоподібне залягання, виповняючи окремі пониження в кристалічному ложі. Покрівля карбонатної товщі, в результаті цих же денудаційних процесів, нерівна.
Середньосарматські відклади залягають із стратиграфічною незгідністю безпосередньо на корі вивітрювання кристалічних порід, а в місцях відсутності її на породах кристалічного фундаменту. В підошві відкладів середнього сармату залягають пластоподібні сірі і зелені, щільні, сланцюваті глини, потужністю до 5 м і лінзоподібні піски кварцові, світло-сірі, середньо- і дрібнозернисті.
Стратиграфічне вище залягає товща білих і світло-сірих з жовтуватим відтінком вапняків, які представлені оолітовими, ооліто-детритусовими, ракушниковими і мергелистими відмінностями. Контакт нижньолежащими породами ризький, чіткий. Відслонюються сарматські вапняки на схилах річних долин, в балках і ярах. Потужність їх від 0,5—2,0 м, у схилових частинах рельєфу до 15—20 м на водорозділі.
Вапняки на всю потужність свого залягання особливо у верхній частині в значній мірі зруйновані і видозмінені вторинними процесами до рихло-уламкуватих і глиноподібних порід, в яких нерівномірно розміщені уламки і брили щільного вапняку. Типові для вапняків карстові порожнини і пустоти «залічені» вапняково-глинистим матеріалом, що зумовлює в товщі вапняків мінливість хімічного складу і фізико-механічних властивостей. Перекриваються середньосарматські відклади пліоценовими глинами і вапняками понтичного ярусу і глинами червоно-бурими. Відклади понтичного ярусу поширені лише в долині р. Інгулець, в решті частини поширення середнього сармату вони розмиті, як було вказано вище.
Глини залягають безпосередньо на середньосарматських відкладах у вигляді лінз потужністю 2,6 м. Глини сірого, жовтого, зеленого кольору, більшість мергелисті (MgO до 6,8 %), з уламками вапняку. Безпосередньо на глинах, а саме в місцях їх розмиву на середньосарматських вапняках залягають понтичні вапняки від вохристого до жовто-бурого, потужністю 2-8 м, в середньому 5,0 м.
Вапняки заключають в собі малопотужні (5-7 см) невитримані за потужністю й за площею прошарки сірих і зелених обохрених глин. Червоно-бурі глини залягають безпосередньо на вапняках понтичного ярусу, а саме в місцях їх розмиву — на вапняках сарматського ярусу. Максимально вони поширені в межах сучасних водорозділів. Глини червоно-бурого, жовто-бурого кольору, щільні, в'язкі, в ґрунті містять уламки вапняку, рідше конкреції гіпсу, вапнякові стяжіння. По гранулометричному складу в глинах переважає пилувата і глиниста фракції з розміром зерен 0,01-0,005 мм (96-98 %), число пластичності 26 %. За хімічним складом відповідають вимогам промисловості до глинистої добавки в сировинній шихті для виробництва портландцементу. Потужність глин 2-12 м, в середньому 6 м.
Четвертинні відклади покривають суцільним чохлом, більш стародавні відклади і представлені червоно-бурими, жовтувато-бурими, жовтувато-сірими і бурими щільними суглинками і палево-жовтими лесовидними суглинками і ґрунтово-рослинною верствою. Рельєф покрівлі, без урахування ґрунтово-рослинної верстви, збігається з денною поверхнею.
Суглинки по гранулометричному складу майже не відрізняються від червоно-бурих глин, зате володіють більш низьким числом пластичності. Середня потужність четвертинних відкладів 5-9 м.
Балансом запасів в області враховане одне Жовтокам'янське родовище цементних вапняків і глин. В 1961 р. трестом «Дніпрогеологія» розвідані дільниці Ливиновська і Жовта, в результаті ДКЗ СРСР затверджені запаси вапняку по категоріях А+В+С1 в кількості 19 250 тис. т по категорії С2 — 4 910 тис. т. В 1972 р. по результатам дорозвідки експедицією «Укргеостром» МПРМ УРСР затверджені ДКЗ СРСР запаси вапняків по категоріях А+В+С1 в кількості 53 445 тис. т, глини по категоріях А+В+С1 в кількості 25 217 тис. т, по категорії С2 — 12 921 тис. т.
На 01.01.1998 р. на балансі УТДФ по Жовтокам'янському-1 родовищу запаси вапняків складають по категоріях А+В+С1 50 457 тис. т, С2— 25 070 тис. т.
З метою створення сировинної бази для цементного виробництва в області трестом «Укрпівденгеологія» з 1975 р. проводились пошуки цементної сировини в районі Жовтокам'янського і Мар'їнського родовищ. В результаті пошуків оцінені як цементна сировина і підраховані запаси вапняків і глин по категорії С2. Родовища Златоустовське I, Златоустовське II, Ново-Олексіївське I, Софіївське IV, Мар'їнське II і Мар'їнське I.

### Вапняк для випалювання на вапно
При виробництві будівельного вапна, необхідного для приготування будівельних розчинів і бетонів, а також такого, що використовується при виготовленні силікатної цегли і блоків, застосовуються вапняки, доломіти, крейда і мергелисті різновидності цих порід.
Будівельне вапно в залежності від умов затвердіння підрозділяється на повітряне, яке забезпечує затвердіння будівельних розчинів і бетонів і зберігання міцності в повітряно-сухих умовах і гідравлічне, яке забезпечує затвердіння будівельних розчинів і бетонів і зберігання ними міцності як на повітрі, так і в воді.
Повітряне негашене вапно в залежності від складу в ньому окислів кальцію і магнію підрозділяють на кальцієве, магнезіальне і доломітове, а також на негашене і гідратне (гашене), яке утримують гашенням кальцієвого, магнієвого і доломітового вапна.
Гідравлічне вапно підрозділяється на слабо гідравлічне і сильно гідравлічне.
По фракційному складу підрозділяють грудкове і порошкоподібне вапно.
Будівельне негашене вапно підрозділяється на скорогашене (не більше 8 хвилин), середньогашене (не більше 25 хвилин) і повільногашене (більше 25 хвилин).
На території Дніпропетровської області, в південній її частині широко поширені неогенові вапняки, які застосовуються в виробництві будівельного вапна. Приурочені вапняки до причорноморської впадини й Українського щита в південній її частині.
Найбільш поширені середньосарматські вапняки по долинах рік Інгулець, Кам'янка, Базавлук, Томаківка та ін. Понтичні вапняки залягають із стратиграфічною незгідністю на корі вивітрювання кристалічних порід, а в місцях розливу її на породах фундаменту.
Вище залягають четвертинні відклади, які представлені червоно-бурими, жовто-бурими і бурими суглинками, палево-жовтими лесовидними суглинками і ґрунтово-рослинною верствою.
Балансом в області враховано три родовища вапняків: Шолохівке I, Шолохівське II в Миколаївському районі, Миколо-Козельске — в Широківському районі.
Крім запасів вапняків, які рахуються на балансі в кількості 26 641 тис. т, розвідані запаси по категорії С2 в кількості 59 254 тис. т, які змогли би повністю задовольняти потреби області в карбонатній сировині для виробництва вапна.